# Margret Bechler
Margret Bechler, geborene Dreykorn (* 2. Februar 1914 in Altona; † 7. Juni 2002 in Wedel.), war eine deutsche Offiziersfrau, die für die Verhaftung des Opfers des Volksgerichtshofes Albert Jacob verantwortlich war.

## Leben
Margret Bechler wurde als Tochter des Marineingenieurs Georg Dreykorn und seiner Frau Alice (Adelheid) Dreykorn, geborene Döll, geboren. Der monarchistisch eingestellte Vater verließ nach dem Ersten Weltkrieg die Marine als Korvettenkapitän und zog 1920 mit seiner Familie nach Klein-Zschachwitz, weil er in Dresden eine Anstellung als leitender Ingenieur gefunden hatte. Seit 1929 war er arbeitslos. Margret, die 1934 das Abitur abgelegt hatte, lernte bereits 1933 den damaligen Oberfähnrich Bernhard Bechler kennen und verlobte sich 1936 mit ihm. 1938, Bernhard Bechler war Oberleutnant, heirateten beide und zogen nach Chemnitz, später nach Altenburg. Aus der Ehe stammen zwei Kinder: Heidi (* 1939) und Hans-Bernhard (* 1940). Margret Bechler war seit 1938 nicht mehr berufstätig, verfügte über keine berufliche Ausbildung und lebte bis Ablauf November 1944 als Hausfrau und Mutter von den Wehrsoldbezügen ihres Mannes. Der talentierte und auf sein Fortkommen bedachte Offizier durchlief mehrere Laufbahnstationen in der Wehrmacht, geriet jedoch im Kessel von Stalingrad als Major und Bataillonskommandeur in sowjetische Kriegsgefangenschaft, war am 11./12. September 1943 Mitbegründer des Bundes deutscher Offiziere (BDO), nach der Fusion des Bundes am 14. September 1943 auch Mitglied des Nationalkomitees Freies Deutschland (NKFD) und später Frontbevollmächtigter des NKFD.
Am 3. September 1943 sendete der „Heimatdienst“ des Senders „Freies Deutschland“ des Nationalkomitees Freies Deutschland (NKFD) neben den auf Schallplatten aufgenommenen Grüßen anderer deutscher Kriegsgefangener in der Sowjetunion auch Überlebenszeichen und Grüße von Bernhard Bechler an Margret Bechler und seine Kinder in Altenburg. Nur über diesen Weg konnten Kriegsgefangene ihren Familien ein Lebenszeichen senden, denn es gab keinen Postaustausch für Kriegsgefangene zwischen dem Deutschen Reich und der Sowjetunion. Im „Heimatdienst“ wurden die Zuhörer von den Kriegsgefangenen aufgefordert, den Familien die gehörten Überlebensgrüße zu überbringen. Viele Zuhörer im Deutschen Reich und den Nachbarländern setzten sich daraufhin mit den Soldatenfamilien in Verbindung. Diese Sendung des „Heimatdienstes“ mit (unter vielen anderen) Bechlers Familiengrüßen wurde bereits seit Ende August 1943 mehrfach ausgestrahlt.
Der Zwickauer Bergwerkheizer Albert Jacob hörte diese Sendung zu Hause und beschloss, neben der Mutter eines anderen Soldaten auch Margret Bechler zu informieren und die gehörten Grüße ihres Mannes zu überbringen.
Bernhard Bechler war zum Zeitpunkt der Ausstrahlung der Familiengrüße weder Mitglied des Bundes Deutscher Offiziere noch des Nationalkomitees Freies Deutschland und trat im Spätsommer 1943 auch noch nicht als Propagandist für diese im Radio in Erscheinung, sondern sandte lediglich wie viele andere Gefangene Grüße per Radio an seine Familie.
Nach dem gescheiterten Hitler-Attentat vom 20. Juli 1944 standen die Ehefrauen von im NKFD engagierten Wehrmachtsoffizieren unter Beobachtung, darunter Margret Bechler. Margret Bechler wurde erst Ende November 1944 von einem beauftragten Major und Reserveoffizier des Wehrmachtsstandortkommandanten Altenburg „nahegelegt“, dass ihr „im Falle einer Scheidung [von Bernhard Bechler] gewisse Erleichterungen gewährt werden können, wie zum Beispiel Unterstützung durch die Fürsorge und selbstverständlich die Benutzung der öffentlichen Einrichtungen“, Margret Bechler lehnte dies jedoch ab.
Margret Bechler erhielt darauf mehrere Zuschriften von Radiohörern, die die Familiengrüße ihres Mannes gehört hatten.  Am 5. September 1943 zeigte Margret Bechler bei der Polizei Altenburg einen unbekannten Grußüberbringer an, der sie am 2. September 1943 persönlich zu Hause aufgesucht hatte. Sie nahm auch an der Hausdurchsuchung der Gestapo bei einem Unbeteiligten in Altenburg teil, den die Gestapo verdächtigte, Feindsender zu hören und übergab freiwillig der Polizei eingegangene Briefe.
Als Albert Jacob am 13. September 1943 versuchte, ihr die von ihm am 3. September 1943 im Heimatdienst gehörten Überlebensgrüße ihres Mannes zu überbringen, wies Margret Bechler ihn in der Tür ab, rief die Kriminalpolizei Altenburg, verfolgte den bereits weit entfernten flüchtenden Jacob gemeinsam mit zwei weiteren Hausbewohnerinnen und sorgte für seine Festnahme. Bechler sagte noch am 13. September 1943 umfangreich gegen Albert Jacob aus, nachdem sie mit der Taschenlampe im Straßengraben nach dem von Jacob weggeworfenen anonymen Brief an sie gesucht und der Polizei als Beweisstück gegen Jacob übergeben hatte. Bechler war dabei bewusst, dass „auf das Abhören feindlicher Sender die Todesstrafe stand“, später sagte sie in Vernehmungen aus, dass ihre Anzeige gegen Jacob erfolgte, weil sie „mit den illegalen Tätigkeiten nicht einverstanden war“ und „mit dem Hingehen zur Gestapo die Haltung unserer Familie zum Ausdruck bringen“ wollte, zudem sei sie „mit jener Vaterlandsliebe großgeworden, die ohne Schwarzweißdenken und Feindbildvorstellungen“ nicht auskam, es hätte „innere und äußere Feinde, Volksfeinde, Staatsfeinde, Judentum und Bolschewismus als große Weltfeinde“ gegeben, es schien „mir selbstverständlich“, „den inneren Feind bekämpfen zu helfen, sofern ich konnte“. Bechler gab an, dass sie den Verrat an Jacob „nicht aus parteipolitischen Gründen getan habe, sondern in der Meinung, dass dies für Deutschland überhaupt nur zum Guten sein könne“.
Bechlers Denunziation war zeittypisch, zwischen 73 und 100 Prozent der Ermittlungen der Gestapo wegen Rundfunkverbrechen wurden durch Denunziationen wie die ihre ausgelöst.
Albert Jacob wurde von Margret Bechler und ihren Mitverfolgern an die Polizei übergeben, verhaftet, aufgrund der Nachrichtenüberbringung an Margret Bechler wegen Vorbereitung zum Hochverrat und Wehrkraftzersetzung angeklagt, am 2. Juni 1944 vom Volksgerichtshof zum Tode verurteilt und am 17. Juli 1944 im Zuchthaus Brandenburg hingerichtet. Als Jacobs Frau über einen Anwalt Margret Bechler am 20. Juli 1944 bat, ein Gnadengesuch zu unterstützen, lehnte diese aus Furcht vor Repressalien ab. Keine der beiden Frauen wusste, dass Jacob zu diesem Zeitpunkt bereits hingerichtet war. Für die spätere Behauptung von Bechler, Jacob habe „im Laufe seiner Haft“ zwei weitere Männer, davon einen Mann namens „Noski“, „in sein Unheil mit hineingerissen, auch sie waren hingerichtet worden“, gibt es keine Anhaltspunkte.
Nach der Besetzung Thüringens durch US-Truppen stellte die Witwe Hedwig Jacob bei der deutschen Polizei wegen der Denunziation ihres Mannes Strafantrag gegen Margret Bechler. Margret Bechler wurde daraufhin wegen der Denunziation von Albert Jacob am 9. Juni 1945 in Nobitz verhaftet. Nach dem Kontrollratsgesetz Nr. 10 (KRG 10) Art. II 1 c galten Denunziationen von Nazi-Gegnern als „Verbrechen gegen die Menschlichkeit“, das KRG 10 galt verbindlich für alle deutschen Gerichte in allen Besatzungszonen, Denunziationen wurden entsprechend strafrechtlich verfolgt.
Am 1. Juli übergaben die USA Thüringen an die sowjetische Besatzungsmacht. Margret Bechler kam in das Untersuchungsgefängnis Zwickau und dann in die Speziallager Bautzen, Jamlitz, Mühlberg und Buchenwald.
Margret Bechler wurde 1946 auf Antrag ihres Ehemannes Bernhard gerichtlich für tot erklärt, weil nach Auskunft von Marschall Schukow ihr Aufenthaltsort nicht zu ermitteln war. Bernhard Bechler hatte die gemeinsamen Kinder zu sich genommen und heiratete wieder. Als Bernhard Bechler 1950 erfuhr, dass seine Frau noch lebte, ließ er sich von ihr scheiden.
In der Literatur verbreitete Behauptungen, Bernhard Bechler hätte die gesetzlich bestimmte Strafverfolgung von Margret Bechler wegen der tödlichen Denunziation von Albert Jacob unterbinden oder beeinflussen können, entbehren jeder Grundlage.
Am 19. Juni 1950 wurde Margret Bechler von der 3. Großen Strafkammer des Landgerichts Chemnitz in den sogenannten Waldheimer Prozessen wegen eines Verbrechens gegen die Menschlichkeit gemäß Kontrollratsgesetz Nr. 10 (KRG 10) Ziffer 1c und 2a angeklagt und nach der Kontrollratsdirektive Nr. 38 Abschnitt II, Artikel III, A II Ziffer 8, als Belastete eingestuft, weil sie als Denunziant die Einleitung eines Verfahrens zum Schaden eines anderen wegen Zuwiderhandlungen gegen nationalsozialistische Anordnungen herbeigeführt hatte. Margret Bechler wurde dafür auf Antrag der Staatsanwaltschaft zu einer lebenslänglichen Zuchthausstrafe verurteilt. Die Revision ihres Anwalts gegen dieses Urteil wurde vom Oberlandesgericht Dresden verworfen.
In der Literatur gelegentlich anzutreffende Behauptung, Margret Bechler sei zum Tode durch den Strang verurteilt und erst später durch Wilhelm Pieck zu einer lebenslänglichen Freiheitsstrafe begnadigt worden, sind ohne Grundlage und frei erfunden, ebenso die unzutreffende Behauptung, die Staatsanwaltschaft habe gegen sie die Todesstrafe beantragt. Im Prozess 1992 gegen den ehemaligen Waldheim-Richter Jürgens sagte Margret Bechler als Zeugin vor dem Leipziger Bezirksgericht zwar aus, der Staatsanwalt habe ihr wegen Denunziation zunächst die Todesstrafe angedroht. Für diese Behauptung gibt es indes keinerlei Anhaltspunkte, nach dem Protokoll der Verhandlung gegen Margret Bechler beantragte der Staatsanwalt lebenslängliche Haft.
Die Strafhaft gegen Margret Bechler wurde in der Strafvollzugsanstalt Hoheneck vollzogen.
Margret Bechler musste die lebenslange Haft nicht verbüßen, sondern wurde am 28. April 1956 aus dem Gefängnis entlassen und ging zunächst nach Chemnitz.
Anschließend übersiedelte sie in die Bundesrepublik und wurde Lehrerin an einer Grundschule in Wedel. 1978 veröffentlichte sie ihre Erinnerungen unter dem Titel Warten auf Antwort. Ihren Sohn konnte sie erst nach dem Mauerfall wiedersehen.
1992 wurde ihr Strafurteil durch das Strafrechtliche Rehabilitierungsgesetz aufgehoben, weil die Prozessführung nicht rechtsstaatlichen Grundsätzen entsprochen habe.
Das Johann-Rist-Gymnasium in Wedel vergab seit 2001 für wenige Jahre aufgrund einer von Margret Bechler ausgelobten Stiftung jährlich einen „Margret-Bechler-Preis“ für besonders leistungsstarke Schülerinnen und Schüler auf den Gebieten der Musik und der Naturwissenschaften.

## Publikationen
- Margret Bechler, Mine Stalmann: Warten auf Antwort. Ein deutsches Schicksal. Kindler, München 1978, ISBN 3-463-00724-X.

## Einzelbelege
1. ↑  Manfred Zuber:  Das Johann-Rist-Gymnasium dankt Margret Bechler. In: Everist. Nr. 6/2002, S. 122.
2. 1 2 3   Bechler, Margret / Stalmann, Mine: Warten auf Antwort – Ein deutsches Schicksal, München 1978, Bildunterschrift S. 226f
3. ↑  Vgl. Bechler 1978, S. 30
4. ↑   vgl. Vernehmungsprotokoll von Albert Jacob durch die Gestapo, Bundesarchiv Signatur R 3018/1006, Faksimileabdruck in: Sven Hüber, Albert Jacob - Zwickauer, Ermordeter, Vergessener. Ein deutsches Schicksal, Material zur staatspolitischen und erinnerungspolitischen Bildungsarbeit, Broschüre, Hrsg. Gewerkschaft der Polizei, Bezirk Bundespolizei, Hilden 2020, S. 24. Abgerufen am 4. Oktober 2020
5. ↑   Bechler, Margret / Stalmann, Mine: Warten auf Antwort – Ein deutsches Schicksal, München 1978, S. 28
6. ↑   Bechler, Margret / Stalmann, Mine: Warten auf Antwort – Ein deutsches Schicksal, München 1978, S. 30
7. ↑   Bechler, Margret / Stalmann, Mine: Warten auf Antwort – Ein deutsches Schicksal, München 1978, S. 15
8. ↑   Faksimileabdruck in Sven Hüber, Albert Jacob - Zwickauer, Ermordeter, Vergessener. Ein deutsches Schicksal, Material zur staatspolitischen und erinnerungspolitischen Bildungsarbeit, S. 14. Abgerufen am 18. Oktober 2020
9. ↑  Margret Bechler/Mine Stalmann, Warten auf Antwort – Ein Deutsches Schicksal, München 1978, S. 18
10. ↑  Bechler, Margret / Stalmann, Mine: Warten auf Antwort – Ein deutsches Schicksal, München 1978, S. 23
11. ↑  Sven Hüber, Albert Jacob - Zwickauer, Ermordeter, Vergessener. Ein deutsches Schicksal, Material zur staatspolitischen und erinnerungspolitischen Bildungsarbeit, S. 19 ff, Aussage von Margret Bechler gegen Albert Jacob am 13. September 1943, Bundesarchiv Signatur R 3018/1006. Abgerufen am 4. Oktober 2020
12. ↑   Marcel Braumann: Er brachte ihr Lebenszeichen, sie ihm den Tod, neues Deutschland vom 9. Dezember 1992, S. 3
13. ↑   Margret Bechler/Mine Stalmann, Warten auf Antwort – Ein Deutsches Schicksal, München 1978, S. 18
14. ↑   Vernehmungsprotokoll Margret Bechler, zitiert nach Sven Hüber, Albert Jacob - Zwickauer, Ermordeter, Vergessener. Ein deutsches Schicksal, Material zur staatspolitischen und erinnerungspolitischen Bildungsarbeit, S. 13
15. ↑   Margret Bechler/Mine Stalmann, Warten auf Antwort – Ein Deutsches Schicksal, München 1978, S. 19
16. ↑   Eisert, Wolfgang: Die Waldheimer Prozesse. Der stalinistische Terror 1950 – Ein dunkles Kapitel der DDR-Justiz, München 1993, S. 218
17. ↑  Böske, Stefan Christian: Denunziationen in der Zeit des Nationalsozialismus und die zivilrechtliche Aufarbeitung in der Nachkriegszeit, Dissertation, S. 99
18. ↑   vgl. Antrag von Bernhard Bechler auf Toderklärung vom 30. Juni 1946, in Margret Bechler/Mine Stalmann: "Warten auf Antwort – Ein Deutsches Schicksal", München 1978, Anhang
19. ↑   Margret Bechler/Mine Stalmann: "Warten auf Antwort – Ein Deutsches Schicksal", München 1978, S. 47
20. ↑   Sven Hüber, Albert Jacob - Zwickauer, Ermordeter, Vergessener. Ein deutsches Schicksal, Material zur staatspolitischen und erinnerungspolitischen Bildungsarbeit, S. 28. Abgerufen am 18. Oktober 2020
21. ↑  Margret Bechler/Mine Stalmann: Warten auf Antwort – Ein Deutsches Schicksal, München 1978, S. 42
22. ↑   Claudia Bade, „Das Verfahren wird eingestellt“. Die strafrechtliche Verfolgung von Denunziation aus dem Nationalsozialismus nach 1945 in den Westzonen und in der frühen BRD, Historical Social Research, Vol. 26 – 2001 – Nr. 2/3, S. 72
23. ↑  Margret Bechler/Mine Stalmann, Warten auf Antwort – Ein Deutsches Schicksal, München 1978, Anhang
24. ↑  Wolfgang Eisert, Die Waldheimer Prozesse, München 1993, S. 221ff
25. ↑  Vgl. Eisert 1993, S. 185
26. ↑  vgl. Marcel Braumann, Er brachte ihr Lebenszeichen, sie ihm den Tod, Zeitung Neues Deutschland, am 9. Dezember 1992, S. 3
27. ↑  Margret Bechler/Mine Stalmann, Warten auf Antwort – Ein Deutsches Schicksal, München 1978, S. 18
28. ↑  Vgl. Bechler 1978, S. 396
29. ↑   Torsten Thiele: „Erinnerungen an Margret Bechler“, Zeitschrift EVERRIST, Zeitschrift des Kreises der Ehemaligen und Freunde des Johann-Rist-Gymnasiums (JRG), Wedel, Nr. 7 - 2003, S. 86

| Personendaten    | Personendaten                   |
| ---------------- | ------------------------------- |
| NAME             | Bechler, Margret                |
| ALTERNATIVNAMEN  | Dreykorn, Margret (Geburtsname) |
| KURZBESCHREIBUNG | deutsche Offiziersfrau          |
| GEBURTSDATUM     | 2. Februar 1914                 |
| GEBURTSORT       | Altona                          |
| STERBEDATUM      | 7. Juni 2002                    |
| STERBEORT        | Wedel                           |